# Athlètes olympiques indépendants aux Jeux olympiques d'été de 2016
Les athlètes olympiques indépendants aux Jeux olympiques d'été de 2016 sont des sportifs de la délégation du Koweït. En effet, le CIO tout comme la FIFA ont suspendu le 27 octobre 2015 le comité olympique national de ce pays pour ingérence gouvernementale dans les instances sportives locales ; malgré un recours porté par ce dernier, la sanction n'est pas levée avant le début des Jeux.

## Escrime
| Abdulaziz al-Shatti | 38 | Épée individuelle | Redli (HUN) 13 - 14 | Non qualifié |

## Tir
| Athlète               | Compétition | Qualification | Qualification | Demi-finale  | Demi-finale  | Finale       | Finale       |
| Athlète               | Compétition | Points        | Rang          | Points       | Rang         | Points       | Rang         |
| --------------------- | ----------- | ------------- | ------------- | ------------ | ------------ | ------------ | ------------ |
| Ahmad al-Afasi        | Double trap | 128           | 15e           | Non qualifié | Non qualifié | Non qualifié | Non qualifié |
| Fehaid al-Deehani     | Double trap | 135           | 6e            | 28           | 1er          | 26           | 1er          |
| Abdulrahman al-Faihan | Trap        | 115           | 14e           | Non qualifié | Non qualifié | Non qualifié | Non qualifié |
| Khaled al-Mudhaf      | Trap        | 117           | 8e            | Non qualifié | Non qualifié | Non qualifié | Non qualifié |
| Abdullah al-Rashidi   | Skeet       | 123           | 1er           | 14           | 4e           | 16           | 3e           |
| Saud Habib            | Skeet       | 117           | 20e           | Non qualifié | Non qualifié | Non qualifié | Non qualifié |

## Natation
| Athlète     | Épreuve        | Séries  | Séries | Demi-finales | Demi-finales | Finale       | Finale       |
| Athlète     | Épreuve        | Temps   | Rang   | Temps        | Rang         | Temps        | Rang         |
| ----------- | -------------- | ------- | ------ | ------------ | ------------ | ------------ | ------------ |
| Abbas Qalil | 100 m papillon | 54 s 63 | 36e    | Non qualifié | Non qualifié | Non qualifié | Non qualifié |

| Athlète     | Épreuve         | Séries  | Séries | Demi-finales  | Demi-finales  | Finale        | Finale        |
| Athlète     | Épreuve         | Temps   | Rang   | Temps         | Rang          | Temps         | Rang          |
| ----------- | --------------- | ------- | ------ | ------------- | ------------- | ------------- | ------------- |
| Faye Sultan | 50 m nage libre | 26 s 86 | 54e    | Non qualifiée | Non qualifiée | Non qualifiée | Non qualifiée |